# Ahkal Mo’ Nahb II.

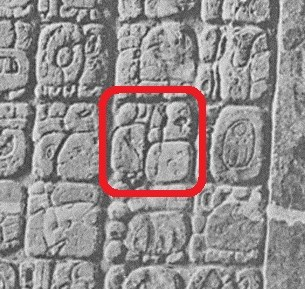
Name von Ahkal Mo’ Nahb II. auf einer Inschrift im Tempel des Kreuzes in Palenque

Umzeichnung der Namensnennung

Ahkal Mo’ Nahb II. (* 3. September 523; † 21. Juli 570) war ein Herrscher (Ajaw) der Maya-Stadt Palenque. Er regierte vom 2. Mai 565 bis zu seinem Tod.

## Herkunft und Familie
Ahkal Mo’ Nahb II. wurde am 3. September 523 (Lange Zählung 9.4.9.0.4, Kalenderrunde 7 K’an 17 Mol) geboren. Er war ein Enkel seines Namensvetters Ahkal Mo’ Nahb I. Sein familiäres Verhältnis zu seinem Amtsvorgänger K’an Joy Chitam I. ist bislang ungeklärt. Sein Nachfolger Kan Bahlam I. war möglicherweise sein jüngerer Bruder.

## Regierungszeit
Er bestieg den Thron am 2. Mai 565 (9.6.11.5.1, 1 Imix 4 Sip), 85 Tage nach dem Tod seines Vorgängers K’an Joy Chitam I. Aus seiner kurzen Regierungszeit sind abgesehen von Feierlichkeiten zu einem Thronjubiläum keine Ereignisse bekannt. Ahkal Mo’ Nahb II. starb am 21. Juli 570 (9.6.16.10.7, 9 Manik’ 5 Yaxk’in), offenbar ohne einen Erben hinterlassen zu haben. Der Thron blieb daraufhin für knapp zwei Jahre unbesetzt. Erst im April 572 wurde Kan Balam I. offiziell als neuer Herrscher inthronisiert.